# Amphilophium stamineum
Amphilophium stamineum là một loài thực vật có hoa trong họ Chùm ớt. Loài này được (Lam.) L.G.Lohmann mô tả khoa học đầu tiên năm 2010.